# 404
404 (CDIV) fue un año bisiesto comenzado en viernes del calendario juliano, en vigor en aquella fecha.
En el Imperio romano, el año fue nombrado como el del consulado de Honorio y Aristeneto, o menos comúnmente, como el 1157 Ab urbe condita, adquiriendo su denominación como 404 a principios de la Edad Media, al establecerse el anno Domini.

## Acontecimientos
- Tiene lugar en Roma la última competición conocida entre gladiadores.
- Honorio traslada la capital de Imperio romano occidental a Rávena.
- Los romanos, bajo el mando de Estilicón, derrotan al ejército visigodo de Alarico I.
- Juan Crisóstomo es exiliado.[1]

## Fallecimientos
- 6 de octubre: Eudoxia, emperatriz bizantina.